# Cherry Jones
Cherry Jones (Paris, 21 novembre 1956) è un'attrice statunitense, nota principalmente per aver interpretato la presidente degli Stati Uniti Allison Taylor nella serie televisiva 24.
Tra le più apprezzate interpreti teatrali del panorama statunitense, Jones ha vinto due Tony Award per il suo lavoro a Broadway.

## Biografia
Figlia di un fioraio e di un'insegnante, la Jones si laurea alla Carnegie Mellon School of Drama nel 1978. La sua vita artistica si alterna fra cinema e televisione, sebbene abbia riscosso enorme successo con il teatro, divenendo una delle attrici teatrali più note e premiate degli Stati Uniti.

### Vita privata
Jones è dichiaratamente omosessuale; ha avuto una relazione con Sarah Paulson dal 2005 al 2009, prima di sposare la regista Sophie Huber nel 2015.

## Filmografia

### Cinema
- La luce del giorno (Light of Day), regia di Paul Schrader (1987)
- Braccio vincente (The big Town), regia di Ben Bolt e Harold Becker (1987)
- Moglie a sorpresa (Housesitter), regia di Frank Oz (1992)
- Polio Water, regia di Caroline Kava (1995)
- In viaggio verso il mare (Julian Po), regia di Alan Wade (1997)
- L'uomo che sussurrava ai cavalli (The Horse Whisperer), regia di Robert Redford (1998)
- Il prezzo della libertà (Cradle Will Rock), regia di Tim Robbins (1999)
- Erin Brockovich - Forte come la verità (Erin Brockovich). regia di Steven Soderbergh (2000)
- La tempesta perfetta (The Perfect Storm), regia di Wolfgang Petersen (2000)
- Questa è la mia famiglia (What Makes a Family), regia di Maggie Greenwald (2001)
- I sublimi segreti delle Ya-Ya sisters (Divine Secrets of the Ya-Ya Sisterhood), regia di Callie Khouri (2002)
- Signs, regia di M. Night Shyamalan (2002)
- The Village, regia di M. Night Shyamalan (2004)
- Ocean's Twelve, regia di Steven Soderbergh (2004)
- Swimmers, regia di Doug Sadler (2005)
- Amelia, regia di Mira Nair (2009)
- Mother and Child, regia di Rodrigo García (2009)
- Mr. Beaver (The Beaver), regia di Jodie Foster (2011)
- Capodanno a New York (New Year's Eve), regia di Garry Marshall (2011)
- The Party, regia di Sally Potter (2017)
- Boy Erased - Vite cancellate (Boy Erased), regia di Joel Edgerton (2018)
- Wine Country, regia di Amy Poehler (2019)
- Motherless Brooklyn - I segreti di una città (Motherless Brooklyn), regia di Edward Norton (2019)
- Un giorno di pioggia a New York (A Rainy Day in New York), regia di Woody Allen (2019)
- L'amico del cuore (Our Friends), regia di Gabriela Cowperthwaite (2019)
- Gli occhi di Tammy Faye (The Eyes of Tammy Faye), regia di Michael Showalter (2021)
- Il cielo è ovunque (The Sky Is Everywhere), regia di Josephine Decker (2022)

### Televisione
- Alex: The Life of a Child – film TV (1986)
- Spenser (Spenser: For Hire) – serie TV, episodio 3x05 (1987)
- Quando si ama (Loving) – serial TV, 7 puntate (1991-1992)
- Murder in a Small Town – film TV (1999)
- The Lady in Question – film TV (1999)
- Cora Unashamed – film TV (2000)
- Questa è la mia famiglia (What Makes a Family), regia di Maggie Greenwald – film TV (2001)
- Frasier – serie TV, episodio 9x10 (2001) - voce
- West Wing - Tutti gli uomini del Presidente (West Wing) – serie TV, episodio 5x16 (2004)
- Clubhouse – serie TV, episodi 1x01-1x02-1x10 (2004-2005)
- 24: Redemption, regia di Jon Cassar – film TV (2008)
- 24 – serie TV, 44 episodi (2008-2010)
- Awake – serie TV, 13 episodi (2012)
- Transparent – serie TV, 12 episodi (2015-2019)
- 22.11.63 (11.22.63) – miniserie TV, 6 puntate (2016)
- Black Mirror – serie TV, episodio 3x01 (2016)
- The Handmaid's Tale – serie TV, 6 episodi (2018-2025)
- Succession – serie TV, episodi 2x05-2x06-4x01 (2019-2023)
- In difesa di Jacob (Defending Jacob), regia di Morten Tyldum – miniserie TV (2020)
- Cinque giorni al Memorial (Five Days at Memorial), regia di John Ridley, Carlton Cuse e Wendey Stanzler – miniserie TV, 7 puntate (2022)
- Poker Face – serie TV, episodio 1x08 (2023)
- Fondazione (Foundation) – serie TV (2025)

## Teatrografia
- Sogno di una notte di mezza estate di William Shakespeare, regia di Alvin Epstein. American Repertory Theatre di Cambridge (1980)
- The Philantropist di Christopher Hampton, regia di Andre Ernotte. Stage 73 dell'Off Broadway (1983)
- The Ballad of Soapy Smith di Michael Weller, regia di Robert Egan. Public Theater dell'Off Broadway (1984)
- L'importanza di chiamarsi Ernesto di Oscar Wilde, regia di Philip Campanella. Samuel Beckett Theatre dell'Off Broadway (1985)
- Pene d'amor perdute di William Shakespeare, regia di Jerome Kilty. American Repertory Theatre di Cambridge (1985)
- Claptrap di Ken Friedman, regia di David Trainer. New York City Center di New York (1987)
- Stepping Out di Richard Harris, regia di Tommy Tune. John Golden Theatre di Broadway (1987)
- Macbeth di William Shakespeare, regia di Kenneth Frankel. Mark Hellinger Theatre di Broadway (1988)
- La dodicesima notte di William Shakespeare, regia di Andrei Serband. American Repertory Theatre di Cambridge (1990)
- Light Shining in Buckinghamshire di Caryl Churchill, regia di Lisa Peterson. Parry Street Theatre dell'Off Broadway (1991)
- Our Country's Good di Timberlake Wertenbaker, regia di Mark Lamos. Nederlander Theatre di Broadway (1991)
- The Baltimore Waltz di Paula Vogel, regia di Anne Bogart. Circle Repertory Theatre dell'Off Broadway (1992)
- L'anima buona di Sezuan di Bertolt Brecht, regia di Frank Galati. Goodman Theatre di Chicago (1992)
- Buonanotte Desdemona (buongiorno Giulietta) di Ann-Marie MacDonald, regia di David Esbjornson. Classic Stage Company Theatre dell'Off Broadway (1992)
- And Baby Makes Seven di Paula Vogel, regia di Calvin Skaggs. Lucille Lortel Theatre dell'Off Broadway (1993)
- Desdemona di Paula Vogel, regia di Gloria Munzio. Circle Repertory Theatre dell'Off Broadway (1993)
- Angels in America - Fantasia gay su temi nazionali di Tony Kushner, regia di George C. Wolfe. Walter Kerr Theatre di Broadway (1993)
- Il gabbiano di Anton Čechov, regia di Michael Greif. Williamstown Theatre Festival di Williamstown (1994)
- L'ereditiera di Ruth e Augustus Goetz, regia di Gerald Gutierrez. Cort Theatre di Broadway (1995)
- La notte dell'iguana di Tennessee Williams, regia di Robert Falls. Criterion Center Theatre di Broadway (1996)
- Pride's Crossing di Tina Howe, regia di Jack O'Brien. Mitzi E. Newhouse Theater dell'Off Broadway (1997)
- Tongue of a Bird di Ellen McLaughlin, regia di Lisa Peterson. Public Theater dell'Off Broadway (1999)
- Una luna per i bastardi di Eugene O'Neill, regia di Daniel Sullivan. Walter Kerr Theatre di Broadway (2000)
- Il maggiore Barbara di George Bernard Shaw, regia di Daniel Sullivan. American Airlines Theatre di Broadway (2001)
- Lisistrata di Aristofane, regia di Andrei Serban. American Repertory Theatre di Cambridge (2002)
- Imaginary Friends di Nora Ephron, regia di Jack O'Brien. Ethel Barrymore Theatre di Broadway (2002)
- Flesh and Blood di Peter Gaitens, regia di Douglas Hughes. New York Theatre Workshop dell'Off Broadway (2003)
- Il dubbio di John Patrick Shanley, regia di Douglas Hughes. Manhattan Theatre Club dell'Off Broadway (2004), Walter Kerr Theatre di Broadway (2005), tour USA (2006)
- Il Guaritore di Brian Friel, regia di Jonathan Kent. Booth Theatre di Broadway (2006)
- La professione della signora Warren di George Bernard Shaw, regia di Doug Hughes. American Airlines Theatre di Broadway (2010)
- Lo zoo di vetro di Tennessee Williams, regia di John Tiffany. Booth Theatre di Broadway (2013), Duke of York's Theatre di Londra (2017)
- When We Were Young and Unafraid di Sarah Treem, regia di Pam MacKinnon. New York City Center di New York (2014)
- Dear Elizabeth di Sarah Ruhl, regia di Kate Whoriskey. McGinn-Cazale Theatre dell'Off Broadway (2015)
- The Lifespan of a Fact di Jeremy Kareken, David Murrell and Gordon Farrell, regia di Leigh Silverman. Studio 54 di Broadway (2018)

## Riconoscimenti
- Critics' Choice Awards
  - 2016 – Candidatura per la miglior guest star in una serie commedia per Transparent
- Premio Emmy
  - 2009 – Miglior attrice non protagonista in una serie drammatica per 24
  - 2018 – Candidatura per la miglior guest star in una serie drammatica per The Handmaid's Tale
  - 2019 – Miglior guest star in una serie drammatica per The Handmaid's Tale
  - 2020 – Miglior guest star in una serie drammatica per Succession
  - 2023 – Candidatura per la miglior guest star in una serie drammatica per Succession
- Premio Laurence Olivier
  - 2017 – Candidatura per la miglior attrice per Lo zoo di vetro
- Satellite Award
  - 2009 – Candidatura per la miglior attrice non protagonista in una serie, miniserie o film per la televisione per 24
- Tony Award
  - 1991 – Candidatura per la miglior attrice protagonista in un'opera teatrale per Our Country's Good
  - 1995 – Miglior attrice protagonista in un'opera teatrale per L'ereditiera
  - 2000 – Candidatura per la miglior attrice protagonista in un'opera teatrale per Una luna per i bastardi
  - 2005 – Miglior attrice protagonista in un'opera teatrale per Il dubbio
  - 2014 – Candidatura per la miglior attrice protagonista in un'opera teatrale per Lo zoo di vetro

## Doppiatrici italiane
Nelle versioni in italiano delle opere in cui ha recitato, Cherry Jones è stata doppiata da:
- Isabella Pasanisi in Il prezzo della libertà, 24, 24: Redemption
- Fabrizia Castagnoli in Signs, The Party, Cinque giorni al Memorial
- Angiola Baggi in Awake, Succession, In difesa di Jacob
- Germana Dominici in Amelia, Capodanno a New York
- Melina Martello in The Village, Gli occhi di Tammy Faye
- Cristina Grado in Moglie a sorpresa
- Roberta Greganti in Ocean's Twelve
- Serena Verdirosi in Mr. Beaver
- Cristina Giolitti in Transparent
- Alessandra Korompay in Boy Erased - Vite cancellate
- Cinzia De Carolis in Wine Country
- Liliana Sorrentino in Motherless Brooklyn - I segreti di una città
- Ludovica Modugno in Un giorno di pioggia a New York
- Antonella Giannini in Black Mirror